# Churchugundi, Shikarpur
Churchugundi là một làng thuộc tehsil Shikarpur, huyện Shimoga, bang Karnataka, Ấn Độ.